# Кухаров Володимир Євгенович
Володимир Євгенович Кухаров (біл. Уладзімір Яўгенавіч Кухараў; нар. 1972, с. Тимонове, Климовицький район, Могильовська область) — білоруський державний діяч, заступник Прем'єр-міністра Білорусі з 18 серпня 2018 року.

## Біографія
У 1993 році закінчив Могильовський державний педагогічний університет імені А.О. Кулешова, в 1999 році — Білоруський недержавний інститут правознавства, у 2012 році — Академію управління при Президентові Білорусі.
З 1993 року директор Борисовицької неповної середньої школи Климовицького району, потім середньої школи № 3 Климовичів.
В 1999-2009 рр. обіймав різні посади в структурах Комітету державного контролю.
У 2009-2012 рр. очолював адміністрацію Центрального району Мінська.
В 2012-2016 рр. на посаді першого заступника голови Мінського міськвиконкому.
В 2016-2018 рр. був заступником голови Комітету державного контролю.
З 18 серпня 2018 року — заступник Прем'єр-міністра Білорусі.